# Astacilla glabrus
Astacilla glabrus är en kräftdjursart som först beskrevs av Benedict 1898.  Astacilla glabrus ingår i släktet Astacilla och familjen Arcturidae. Inga underarter finns listade i Catalogue of Life.